# ゴジラ FINAL WARS
『ゴジラ FINAL WARS』（ゴジラ ファイナル ウォーズ）は、2004年12月4日に公開された日本映画で、ゴジラシリーズの第28作である。カラー、シネマスコープ、ドルビーデジタル。略称は『GFW』『ゴジラFW』。監督は北村龍平、主演は松岡昌宏。
キャッチコピーは、「さらば、ゴジラ。」（告知用ポスター、本ポスター）「シリーズ50年の集大成 最高峰にして最終作」（告知用ポスター、本ポスター）「“闘い”に挑む男――」（松岡昌宏ver.ポスター）「“闘い”を導く女――」（菊川怜ver.ポスター）「“闘い”を司る男――」（ドン・フライver.ポスター）「“闘い”を仕掛ける男――」（北村一輝ver.ポスター）。

## 概要
ゴジラミレニアムシリーズの第6作にしてゴジラ生誕50周年作品であり、ゴジラシリーズの最終作と銘打たれた。ゴジラシリーズ自体はその後も制作されているが、ミニチュアや着ぐるみを多用した東宝特撮としては、本作品が最終作となった。日本映画としては初めてハリウッドのグローマンズ・チャイニーズ・シアターにてワールドプレミア先行上映が行われた。
本作品の時代設定は公開年から近未来にあたる「20XX年」とされ、怪獣たちと戦う地球防衛軍が存在する。なお、劇中では過去に出現した怪獣として過去の東宝特撮映画から各怪獣の映像が流用されているが、本作品とのつながりを示すものとはなっておらず、過去のゴジラシリーズとの関連性も明確にされていない。
歴代の東宝特撮映画のリニューアルされたデザインによる人気怪獣総出演というのが売りの1つで、ゴジラを含めて『怪獣総進撃』を超える合計15体の怪獣のほか、轟天号やX星人も登場し、東宝特撮を総括する集大成となった。当時のゴジラ映画では珍しい人間側のアクションシーンが多く取り入れられたうえ、怪獣のアクションシーンも従来のゆっくりとした動きではなく、「戦うゴジラを描く」というコンセプトや監督の北村の「軽快なアクションをさせたい」という意図のもと、史上最も軽量化された着ぐるみとワイヤーアクションやCGを駆使したアグレッシヴな動きで表現されるなど、新たな試みがなされた。
本作品では全編に渡って日本語と英語、さらには中国語などの多数の言語が入り混じっているため、日本語字幕を外国語の台詞に付けた日本語字幕版と外国語の台詞を日本語に吹き替えた日本語吹き替え版の2バージョンが存在する。劇場公開時は吹き替え版が採用されていたが、290館中30館の劇場では「ワールドプレミア・ヴァージョン」として字幕版の上映が行われていた。ソフト版では両方とも視聴可能だが、字幕をデジタルで表示しているソフト版と異なり、ワールドプレミア・ヴァージョンは画と一緒に字幕がフィルムに焼き込まれているため、文字のフォントや大きさ、配置などは若干の差異がある。
なお、『ゴジラ・モスラ・キングギドラ 大怪獣総攻撃』以来恒例となっていたアニメ映画『とっとこハム太郎』との併映はされず、単独作品として公開された。

## あらすじ
西暦20XX年。世界中で核実験や戦争が頻発して地球環境の破壊が進んだ結果、眠っていた怪獣たちが目覚め、人類に牙を剥いた。これに対抗するため、国際連合は民族と国家の枠を超えて新たな戦闘組織・地球防衛軍を結成すると同時に、一般の人類より優れた特殊な身体能力を持つ新人類ミュータント兵士たちによる特殊部隊M機関を組織し、新たな対怪獣戦力として育成を図った。人類の最大の敵こそ、1954年以降世界を恐怖に陥れた怪獣王・ゴジラであったが、南極で交戦した轟天号によってゴジラは氷塊の中へ封じ込められた。
それから20年後、地球防衛軍の最新鋭艦である新・轟天号は、ノルマンディ沖の深海にてマンダを撃退するが、艦の損傷は激しく、艦長のダグラス・ゴードン大佐はこの一件で本部より軍法会議に処せられ、上官を殴打したことで懲罰房に入れられてしまう。その後、M機関の隊員である尾崎真一は、国連から派遣された分子生物学者・音無美雪の警護として、北海道沖にて引き上げられた未知の怪獣のミイラの調査に向かう。防衛博物館の神宮寺博士によれば、このミイラは1万2千年前のものでありながら生物と機械が融合しており、さらにミュータント兵と同じM塩基も検出されていた。そこへインファント島の小美人が現れ、ミイラの正体は1万2千年前にモスラと戦い敗れたガイガンであると語り、尾崎に探検のペンダントを授ける。
そのころ、日本人初の国連事務総長である醍醐の乗った専用機が消息を絶ち、それを契機として世界中に大量の怪獣が同時に出現した。尾崎らミュータント部隊も東海コンビナートでエビラと交戦する。苦戦する地球防衛軍の前で突如怪獣が消滅し、巨大なUFOが東京上空に出現する。中からは醍醐が姿を現し、X星人と名乗る宇宙人に救出されたと話した。X星人は地球に妖星ゴラスが迫っていると危機を呼びかけ、友好の証として怪獣を消滅させたのだという。これにより、世界はX星人との友好ムード一色となる。
しかし、X星人の友好的態度に疑問を持った尾崎と美雪は、収監されていたゴードンを味方に引き入れると、美雪の姉・杏奈が司会を務めるテレビ番組において、友好の裏で地球侵略を進めるX星人の企みを看破する。焦りを見せたX星人の参謀が司令官を射殺して自らが新たな統制官となり、地球人を家畜呼ばわりして地球の武力侵略を宣言する。尾崎を除くミュータント兵はX星人によって操られてしまう。また、X星人によって消滅を偽装されていた怪獣たちが再び姿を現し、都市を破壊して地球防衛軍の空中戦艦をことごとく撃破していく。さらにミイラと化していたガイガンまでもが復活し、地球は崩壊の危機を迎える。
ゴードンは尾崎らを引き連れ、地球防衛軍の地下ドックにある新・轟天号に乗り込む。もはや地球に残されたX星人への対抗手段はこれしかなかったが、ゴードンはX星人への真の対抗手段は新・轟天号ではなくゴジラであることを告げる。南極エリアGの氷塊からX星人も知らないゴジラを復活させようという賭けは、ゴジラが自分たちにも牙を剥くことを意味する危険なものであったが新・轟天号は発進し、地球の存亡をかけた最終作戦オペレーション・ファイナルウォーズが発動される。
尾崎らは向かった先の南極にてX星人の差し向けたガイガンに襲撃されるが、何とかゴジラを目覚めさせることに成功する。ゴジラは圧倒的な力でガイガンを撃破し、新・轟天号の誘導で世界各地の怪獣たちを倒していく。そのころ、富士山中で怪獣ミニラと出会った少年・田口健太とその祖父・田口左門も、ゴジラと出会うために東京を目指していた。
新・轟天号はX星人の母艦へ到着するが、バリアが張られているため、攻撃が届かない。しかし、それを聞いたミュータント兵の風間勝範がドッグファイターでX星人の飛行船の内部に侵入する捨て身の特攻を決行し、バリアを発生させていた装置の破壊に成功する。尾崎らはX星人と睨み合う。
一方、ついに東京へ辿り着いたゴジラの前に、隕石が飛来する。その正体はX星人の最終兵器・モンスターXであり、最初こそゴジラはモンスターXを圧倒するが、やがて反撃に膝をついてしまう。そこに、モスラが助けに現れる。X星人の統制官はパワーアップしたガイガンを召喚し、応戦したモスラはガイガンに羽を切り取られ、墜落してしまう。
X星人の統制官は、ミュータントはX星人の祖先と人間の祖先が交わって生まれた種族であるうえ、尾崎はカイザーと呼ばれる特別な存在であることを明かす。カイザーとしての力が覚醒していなかった尾崎はX星人の統制官に力を目覚めさせられ、ゴードンたちに襲いかかるが、美雪が持っていたインファント島のお守りの力で正気に戻る。
モスラはガイガンを倒し、一行はX星人に反撃を開始して醍醐や波川も加勢する。尾崎はゴードンたちを逃がし、X星人の統制官との一騎打ちに突入して絶体絶命となるが、カイザーの力を覚醒させて再び立ち上がり、統制官を倒す。統制官は自爆するが、新・轟天号は危機一髪のところで脱出に成功する。
ゴジラに追い詰められたモンスターXは真の姿であるカイザーギドラに変化し、ゴジラのパワーを吸い取っていく。その様子を見た尾崎は、自身のエネルギーを新・轟天号からビームとして発射する。それを吸収したゴジラは覚醒してカイザーギドラを撃破すると、続いて新・轟天号を撃墜する。それでもなお睨み合うゴジラと尾崎たちのもとへミニラと健太、左門が到着し、ゴードンや左門はゴジラを攻撃しようとするが、健太とミニラがゴジラを庇う。その様子を見たゴジラは攻撃をやめ、ミニラと共に海へ去っていく。
夕焼けで赤く染まる海にゴジラの咆哮が轟き、長い戦いの幕は降りた。

## 登場キャラクター
ゴジラ

マンダ

ガイガン

ラドン

アンギラス

キングシーサー

カマキラス

クモンガ

ミニラ

エビラ

モスラ

ヘドラ

モンスターX→カイザーギドラ
本作品唯一の新怪獣。隕石の妖星ゴラスとなって地球に飛来。モンスターXがダメージを受けるとカイザーギドラに変身する。

小美人

X星人

これ以外にも、オープニングでは回想としてバラン、ゲゾラ、バラゴン、ガイラ、チタノザウルス、メガギラスがライブフィルムで登場している。

### ジラ
X星人に操られてシドニーを襲撃するイグアナに似た外見の怪獣。ニューヨークを1997年に襲った怪獣にも似ており、マグロを常食とし、足が速いなど共通点が多いが、真偽不明。必殺技はハイジャンプキック。
劇中前半でシドニー・タワーを破壊し、街を壊滅させる。X星人の出現後には一旦回収されるが、物語後半でガイガンを倒したゴジラの力を確かめるべく、X星人の2番目の刺客として再びシドニーに出現し、対決する。ゴジラの熱線をジャンプで回避して飛びかかろうとするが、尻尾で打たれてオペラハウスに激突したところに放射熱線を浴びせられ、断末魔の叫びをあげてオペラハウスごと爆死した。
制作
ハリウッド映画『GODZILLA』（1998年）に登場したローランド・エメリッヒ版ゴジラをオマージュした怪獣である。「ジラ」 (Zilla) の名称はGodzilla の語頭 God を抜いたネーミングで、プロデューサーの富山省吾が命名した。検討稿では「ザ・ジラ」という名前であった。
スーツではなく、すべてCGで表現された。特殊技術の浅田英一は、フルCGなのはオリジナルへのリスペクトと述べており、スーツを制作しても同作品のようにはならないと語っている。撮影現場では、ガイド用に玩具が使用された。
富山は、エメリッヒ版について日本のゴジラのオリジナリティを描ききれていなかったと評しており、本作品で日本のゴジラとの力の差を見せることを意図していたと語っている。
X星人統制官はジラとゴジラの対決を見届けた後、「やっぱりマグロ食ってるようなのはダメだな」と、エメリッヒ版ゴジラがマグロを主食としていたことを揶揄するような台詞を吐いた。この台詞について、監督の北村龍平はオーディオコメンタリーにてエメリッヒへのメッセージであることを告白している。脚本を担当した桐山勲は、エメリッヒ版であることをはっきりわからせるためにこのセリフを挿入したと述べている。
公開終了から1年以上が経過した2006年1月になってようやくバンダイの食玩『ミニバトルG ゴジラ超決戦』でゴジラとのセットとして商品化された後には、西川に劇中でのCG描写を「十分遜色のない出来」「あの線で突き詰めてその後もゴジラが作られていたら、新しい地平が見えてきていたかもしれないと思うと残念」と評されている。

その他の登場作品
ジラは2013年にIDWパブリッシングのアメリカンコミック『Godzilla: Rulers of Earth』（Issue 1および Issue 2）にも登場し、東宝版のゴジラと対決している。
小説『GODZILLA 怪獣黙示録』（2017年）では、人類を脅かす怪獣の一種として登場。ゴジラと同様に二足歩行で長い尾や3列の背びれを持つことから、撃破時に「ゴジラ殲滅」という誤報がゴジラとの遭遇経験のない部隊から流れた。成体でもメーサー砲とレールガンの一斉射で駆除できるほど耐久力は低いが、単為生殖で無尽蔵に増えるため、完全駆除には卵1つ残さないほどに徹底した作業が必要とされている。また、知能も高く幼体は群れで人を襲い、成体と幼体が協力して外敵に対処することもある。ゴジラが通過しなかったルーアン近郊に出現し、ゴジラ被害から逃れていた住民を捕食していたとされる。また、この怪獣はゴジラの近似種とする説がある。

## 登場人物
尾崎 真一（）
本作品の主人公。特殊能力を持つ地球防衛軍M機関第5部隊のミュータント兵。階級は一等兵。劇中では基本的に「尾崎少尉」と呼ばれている。27歳。
兵士としては非常に優秀だが、優しさを捨て切れない性格でもある。しかし、「優しさがなくて一体何を守れる」という強い信念を秘めている。新・轟天号では兵器管制を担当。美雪曰く「筋肉バカかつ軽薄」。ゴードンたちと共に新・轟天号に乗って、X星人に戦いを挑む。
実はミュータントの中でもほんのわずかな確率（数百万単位の確率）で誕生する最強の存在「カイザー」で、X星人統制官によって覚醒し、ゴードンたちに襲い掛かってしまうが、美雪によって自我を取り戻し、完全に覚醒したカイザーの力で統制官を倒し、カイザーギドラに苦戦するゴジラにエネルギーを分け与える。
制作
脚本を担当した桐山勲によれば、主人公の設定は二転三転したといい、当初はミュータントの落ちこぼれという設定であったが、松岡昌宏が演じることに決まったため第一級の兵士となり、風間との差別化として美雪が軽薄さやお調子者であることを指摘するセリフが盛り込まれた。桐山は、従来のゴジラ映画の主人公は真面目な人物が多かったが、北村龍平の監督作品では真面目でない人物が主人公であると述べている。
カイザーの設定について脚本の三村渉は、尾崎だけがX星人に操られない理由付けとして出した苦肉の策であったと述べている。

音無 美雪（）
国連から派遣された分子生物学者。25歳。
科学者とはかけ離れたモデルのような服装をしており、自身の護衛に付いた尾崎から「高学歴かつモデル気取り」と評されるものの、X星人との戦いの中で深く信頼しあっていく。北海道沖で発見されたガイガンのミイラから、ミュータント同様の第4の未知の塩基「M塩基」を発見する。やがて彼女の研究は、人類とX星人の驚くべき関係を暴くことになる。
戦闘には長けていないが、尾崎たちと共に新・轟天号へ搭乗し、X星人と戦う行動的な女性である。

ダグラス・ゴードン
地球防衛軍戦艦「新・轟天号」艦長。階級は大佐。40歳。
終始一貫して英語で会話する。豪快で破天荒な性格だが、部下からの信頼は厚い。日本刀を愛用し、地球人を遥かに上回る身体能力で、X星人をもしのぐ驚異的な肉体を誇る。
物語冒頭の南極での死闘時には新兵として轟天号に乗り込んでおり、ミサイルで雪崩を発生させてゴジラを生き埋めにする。対マンダ戦では新・轟天号を沈没寸前に追い込みながらもマンダを撃破するが、こうした無茶な行動により軍法会議に掛けられた挙句、上官を殴って懲罰房行きになる。これが原因でX星人に気付かれず、入れ替わりを免れる。彼の場合は部下から信頼が厚いため、外側から施錠されることはない。尾崎の依頼でX星人の本性を暴き、地球総攻撃を開始したX星人と怪獣たちに対処すべく、「地球最強の兵器≒ゴジラ」を蘇らせることを決意する。
制作
三村による当初の脚本では、ルロアという名前のフランス人で、配役にはジャン・レノを想定していた。桐山は、北村とともに考えるうちに北村好みのエキセントリックなキャラクターになっていったと述べており、結果として無理のある展開でも突破できる存在として都合よく使っていたと語っている。
ゴードン役のドン・フライは、本人の印象があまりにも強いため、観客がゴードンという名前を覚えてくれないことから、当初は「ドン・ゴードン」にするという意見もあったという。
監督の北村は、国木田と波木を倒した後に「ポケモンゲットだぜ！」というセリフを言わせたかったが、製作の富山に止められ、「ちょうどいい手土産ができたじゃねえか」というセリフになった。
艦長服はコートタイプで、ドン・フライのサイズに合わせて作られた。衣裳はパチンコ『真・怪獣王ゴジラ2』（2022年）で大滝明利が演じた新轟天号艦長のものとして使用されている。

音無 杏奈（）
美雪の姉で、日東テレビのキャスターであり、世界中を飛び回るジャーナリスト。29歳。
宇宙連合を唱える醍醐の態度に疑問を抱き、彼の血液を手掛かりとして、ゴードンたちと共に醍醐の正体がX星人であることを突き止める。愛犬の名前は「キャンディ」。
- 演じる水野真紀によれば、監督の北村からは「クールでセクシー」をテーマとし場面によってはしっとりした雰囲気も求められたといい、水野はゴジラがファミリー映画という認識だったため新鮮であったと語っている。また、衣裳合わせでは、スカートの丈が短かったことに驚いたという。

X星人参謀 / 統制官
X星人司令官に仕える参謀。好戦的かつ残忍で、人類のことを家畜と呼ぶ一方、自身が差し向けた怪獣たちがゴジラに次々と倒される様に激情する幼児性も持つ。実は尾崎同様、ミュータント最強の存在「カイザー」の1人で、驚異的な戦闘能力のほか、手をかざすことでミュータントを操ったり、尾崎のカイザーの力を覚醒させる光線を放つなどの特殊能力を持ち、さらに日本語だけでなく英語も流暢に話せる。
司令官の穏健路線に反発しており、陰謀が露呈した際にはクーデターを決行。司令官を射殺して統制官となり、ガイガンを蘇らせて世界中に怪獣たちを投下し、無数の小型戦闘機を放って地球総攻撃を開始する。しかし南極で復活したゴジラの活躍により怪獣たちが全滅し宇宙からモンスターXを呼び寄せた後、マザーシップ内で尾崎と死闘を繰り広げる。戦いの末に敗れ、最期はマザーシップを自爆させ自害する。

風間 勝範（）
尾崎と同じく地球防衛軍M機関第5部隊のミュータント兵。階級は少尉。27歳。
日本語と英語を使い分けて話す。字幕版では自分はベジタリアン、吹き替え版ではエビは苦手だと倒したエビラに向かって吐き捨てるユーモラスな一面も持つ。新・轟天号では操舵手を務める。戦うことを自分の使命だと思い込み敵を倒すことを優先するその考えは、人を守ることを第一に考える尾崎とは時に反発する。統制官に操られたが、尾崎に解放されて新・轟天号に乗せられる。
最終決戦では尾崎への借りを返すべく、ドッグファイターでX星人のマザーシップ内部のバリア発生装置へ捨て身の特攻を行い死亡するが、防御バリアを消滅させることに成功する。

波川 玲子（）
地球防衛軍の司令官。54歳。
冷静沈着な軍人で、世界中に出現した怪獣との戦闘の指揮を執る。醍醐や国木田と同様、X星人に捕らえられていたが、最後はゴードンたちと共に新・轟天号で脱出する。
- 役名は、演じる水野久美が『怪獣大戦争』で演じたX星人の女性「波川」に由来する。波川がX星人に成り変わられるという展開も同作品をオマージュしたものである。

神宮寺 八郎（）
防衛博物館主任の古代生物学を専門とする学者。62歳。
北海道で発見されたガイガンの謎を美雪と共に究明し、妖星ゴラスがX星人の作り出した立体映像であることを暴く。
- 役名は、かつて田中友幸が『惑星大戦争』の原作の執筆時に用いたペンネームに由来。
- 演じた佐原健二は、自身の役どころを第1作『ゴジラ』で志村喬が演じた山根博士と同じ役割だと解釈し、シリーズで監督の本多猪四郎から教えられたリアリティある演技の集大成だと述べている。

熊坂（）
地球防衛軍M機関でミュータント兵の鍛錬指導をする鬼教官。36歳。
自身はミュータントではないが、ほぼ互角の身体能力を持つ。尾崎たちをかばい、統制官に操られたミュータント部隊と戦う。戦いには勝った模様だが、致命傷を負って倒れ、発進する新・轟天号を見届けながら高らかに笑い続けていた。その後は生死不明。

ニック
地球防衛軍エリアG監視兵。28歳。復活したゴジラの熱線で死亡。
- 『怪獣大戦争』で主演した俳優「ニック・アダムス」に由来。

グレン
地球防衛軍エリアG監視兵。30歳。復活したゴジラの熱線で死亡。
- 『怪獣大戦争』の主人公・グレンに由来。

国木田（）
地球防衛軍参謀。階級は少将。
醍醐や波川と同様、X星人に捕らえられるが、ゴードンたちと共に母船からの脱出を試みる。

田口 健太（）
左門の孫。10歳。
富士山中で左門に猟銃を向けられたミニラを助け、左門と共に東京へ向かう。ミニラの名付け親でもある。ラストシーンでは、ミニラと対になる形で重要な役割を演じることになる。

田口 左門（）
富士山麓で猟師として暮らす老人。65歳。
かつて人間が巨大な火であらゆるものを焼き尽くしたことを決して忘れないというゴジラの怒りに一定の理解を示している。世界中で怪獣たちが暴れ回っている間、山中で偶然ミニラと遭遇。孫の健太と共に、ミニラを連れてゴジラの後を追い、東京へ向かう。

X星人司令官
X星人の全権代表。表向きは怪獣たちを消滅させ、地球人類に妖星ゴラスの接近の危機を警告する友好的宇宙人を装いながら、裏では地球制圧を進める。一方で手段に関しては比較的穏健路線であり、力だけに頼る者はいずれそれよりも強い力によって滅びるという信念を持っているが、参謀はこれに反発していた。その後テレビに出演した際、尾崎たちによって放送中に陰謀が露呈してしまい、弁解しようとした直後、参謀によって射殺される。
彼の力だけに頼ることを問題視する思想は、物語の終盤で現実のものとなる。

小室（）
新・轟天号の副艦長。階級は少佐。40歳。
冷静沈着な人物で、ゴードンのサポートを行う。

醍醐 直太郎（）
日本人初の国連事務総長。62歳。
事務総長専用機で移動中、ラドンに襲われてX星人の母船へ幽閉される。その間に偽者が宇宙連合を唱え、友好目的と人類を欺きながら周りの人間をX星人に入れ替えていく。最終決戦では何とか脱出しゴードンたちに協力し新・轟天号に搭乗する。愛犬の名前は「クリント」で、杏奈との対談でも話題にするほど気さくな愛犬家でもある。
- 本人曰く昔は「百発百中」と言われた男らしいが、これは演じる宝田明の主演作の一つ『100発100中』に由来。

## 登場兵器

### 地球防衛軍

#### 空中戦艦
- 下記の3つのデザインは新川洋司が担当[82][83]。轟天号は先端のドリルが特徴であることから、他の空中戦艦も船首に特徴的な兵器を取り付けている[82]。
- 下記の3つのミニチュアはいずれもミューロンが担当[出典 38]。新川が描いたコンセプトデザインを基に、各部の詳細なデザインが特撮美術班によって描かれている[84]。共通デザインの艦体部分を使用し、別途で作られた前方下部の攻撃ユニットを交換している[84][64]。艦体は爆発用とアップ用の2種が製作された[16]。
- 各艦のブリッジは、新・轟天号のブリッジのセットを飾り替えている[85]。

新・轟天号、旧・轟天号

エクレール
フランスに配備された地球防衛軍の空中戦艦。パリでカマキラスと戦闘する。X星人による総攻撃の中、カマキラスとの再戦にて機体に取り付かれ敗北、撃墜される。艦長は金髪の白人女性だが、乗組員の大半は日本人である。
- 前方ユニットの球体部分は特美の三池敏夫が描いている。

火龍（）
中国に配備された李翔（）大佐が艦長を務める地球防衛軍の空中戦艦。上海でアンギラスと対決する。X星人による総攻撃の中、X星人の小型戦闘機を迎撃しつつアンギラスと再戦するが、最後はアンギラスの暴龍怪球烈弾によって撃墜され、東方明珠電視塔に激突して爆発した。李翔（）大佐を艦長とするが、乗組員の多数は日本人である。
- 刀のユニット部分はアルカディア号をオマージュしている。

ランブリング
アメリカに配備された地球防衛軍の空中戦艦。ニューヨークでラドンと対決する。X星人による総攻撃の中、ラドンとの再戦で後方から奇襲を受け、マンハッタン上空で撃墜される。

#### その他
ドッグファイター
地球防衛軍の小型戦闘機で、空中戦艦新・轟天号の艦載機。
劇中ではミュータント隊員の風間勝範が使用。その操縦テクニックでX星人の母艦のバリアを内部から破るのに成功したが、その代償として機体が破損し、バリア発生装置に特攻する形で機体は失われている。
- デザイン画では火龍にも艦載機発進ギミックが存在した。書籍『ゴジラ大辞典』では、火龍とランブリングにも搭載されていると記述している。
- デザインは新川洋司が担当。西川伸司も監督の北村からの要請で数点のデザインを描いている。
- ミニチュアはビーグルが製作を担当。新川洋司が描いたデザインラフを基に特撮美術班が詳細部分を作り込み、ミニチュアが製作された。1/16スケールのミニチュアのほか、破損状態のものも製作された。

EDF戦車
地球防衛軍の主力戦車。冒頭では、南極でのゴジラ迎撃でメーサー車と共に陸上部隊として出動するが、映像で映っているのはメーサー車共々ゴジラにより破壊された残骸だけである。本編では東海コンビナートを襲撃したエビラに砲撃を加えたが、こちらもエビラにより甚大な被害を与えられ壊滅している。
- このEDF戦車のプロップは『ゴジラ×メカゴジラ』で使用された90式戦車のプロップを改修した物であり、後に2012年7月10日から東京都現代美術館で開催された企画展「館長 庵野秀明 特撮博物館 -ミニチュアで見る昭和平成の技-」に展示されたミニチュアステージにおいて、90式戦車のミニチュアなどと共に陸上自衛隊の戦車として使用されていた。

メーサー殺獣光線車
地球防衛軍のメーサー車。南極におけるゴジラ迎撃にEDF戦車と共に参加したが、劇中には破壊された残骸のみが登場している。
- 書籍『ゴジラファイナルウォーズ超全集』では、地球防衛軍結成時に空中戦艦とともに対怪獣兵器として採用されたと記述している。

ミュータント部隊のマシン
ミュータント用にチューンナップされた対怪獣用マシン。エビラ戦では、複数の自動車が使用された。
未来型オートバイ
尾崎と風間はバイクで一騎打ちを繰り広げる。
デザインはHondaが担当。ベース車はXR25とCBR600RR。

メーサーライフル（メーサー銃）
M機関のミュータント兵が、対怪獣戦で使用する小銃。銃身は、射撃の際にガトリング銃のように回転し、無数の光弾を発射する。その威力は一点に集中すれば、エビラの殻をも吹き飛ばすほどである。
作中では尾崎と風間が使用し、集中砲火でエビラのハサミや目を粉砕する。
- 書籍『ゴジラファイナルウォーズ超全集』では、メーサー発生装置の小型化により近年開発されたと記述している。

ロケットランチャー
ミュータント兵の装備。メーサーライフル部隊の援護に用いられる。

### X星人
- X星人側のメカは、X星人のデザインも手掛けた韮沢靖が担当した[96]。

X星人マザーシップ
X星人が乗ってきた母船で、巨大な球形をしている。下部に3機の中型艦が連結しており、最上部と最下部には戦闘機発進用のハッチがある。
全体に強力なバリアが張り巡らされているため外からの攻撃は困難。
最後は統制官の自爆という形で破壊される。
制作
韮沢によれば、監督の北村は当初ピラミッド型のものをイメージしていたが、他作品と被ったため不採用となった。
轟天号が突入する外壁は、板にオーロラフィルムを貼り、切り込みをレーザーで入れているため、衝撃を与えるとバラバラに壊れるようになっている。
撮影用のステージは東宝で全てを賄えなくなったため、東映の撮影所に内部セットが設営された。司令官室は花や茎の断面をイメージしており、わざと邪魔をする感じで柱を中央に立てている。素材はスチロール系を用いており、3次曲線を意識している。

大爪形態UFO
母艦の下部に連結している爪のような形状の中型艦。α、β、γと全部で3機存在し、作戦行動時には母艦から分離して移動する。
劇中では下部から怪獣瞬間移送光線・テレポートフレアーを放ち、操っている怪獣の移送および回収を行う。
- 韮沢は、球体同士が合体しても形にならないため、球体と爪という構成とした。デザイン画では各機ごとに微妙な違いを入れていたが、韮沢自身「特に意味はない」と述べている。

X星人小型戦闘艇
X星人が操る小型の戦闘機で、これも爪のような形をしている。母艦内に大量に搭載されており、戦闘時には母艦の上部と下部にあるハッチから発進し、母船の防衛の任務に就く。下部にレーザー機銃・ゲルデックス・レイザァを装備し、これで標的を攻撃する。
劇中では操った怪獣たちと共に世界の主要都市を次々と破壊し、さらに母艦に突撃してきた新・轟天号にも攻撃を加えた。
- デザインは、当初縦型で考えられていたが、北村の要望により横型に改められた。
- CGのほか、ミニチュアも製作された。

## 設定
地球防衛軍

M機関

インファント島のお守り
小美人から尾崎に託された掌大の十字架。のちに美雪は尾崎からこれを預かり、彼が統制官に洗脳されゴードンたちに襲い掛かってしまった際に尾崎の首筋に突きたて、尾崎を救う。
M塩基
X星にありふれているといわれるX星人やガイガン、そしてミュータントが保有している特殊塩基。はるか昔に地球に来訪したX星人が地球人と交配したことによって、地球人を大きく上回る身体能力を持つミュータントが誕生したといわれている。この塩基はテレパシー能力に強く作用する性質があるため、X星人はM塩基が埋め込まれた他の生物を思うがままに操ることが可能となっている。ただし、ゴジラにはM塩基を注入してもG細胞が破壊するため操ることはできない。
- M塩基の設定は、脚本の三村がX星人とガイガンの関連性を示すために設けた。

オペレーション・ファイナルウォーズ（オペレーションFINAL WARS）
本作品の鍵となる、地球最強の兵器・ゴジラの力を使いX星人による地球侵略から世界を守る作戦。X星人は新・轟天号とゴジラの存在を知らないため、20年前に南極に封じ込まれたゴジラを復活させ、X星人が放つ怪獣たちとゴジラを戦わせ、その間に地球防衛軍はX星人を全滅させる。作戦が終了後、再び南極に出向きゴジラを再度封じ込めるというものである。

## キャスト
- 尾崎真一[出典 56]：松岡昌宏
- 音無美雪[出典 57]：菊川怜
- ダグラス・ゴードン[出典 58]：Don Frye
- 音無杏奈[出典 59]：水野真紀
- X星人参謀 / 統制官[出典 60]：北村一輝
- 風間勝範[出典 61]：ケイン・コスギ
- 波川玲子[出典 62]：水野久美
- 神宮寺八郎[出典 63]：佐原健二
- 熊坂[出典 64]：船木誠勝
- 小美人[出典 65]：長澤まさみ
- 小美人[出典 66]；大塚ちひろ
- 国木田少将[出典 67]：四方堂亘
- 田口健太[出典 68]：須賀健太
- 田口左門[出典 69]：泉谷しげる
- 司令官[119]（X星人司令官[108][120]）[注釈 15]：伊武雅刀
- ミュータント兵[103]：鈴木信二、松本実、菊地由美、春日井静奈、井上真鳳、小島晃、Charles Johnson、和田三四郎、佳本周也、大西汐佳、Troy Caspi、Jonathan Legg、マンスール・ディアニュ、鮫島満博、田崎敏路、羽田昌義、コハタリュウ、北岡久貴[注釈 16]、地曳豪
- X星人親衛隊[出典 70]：魚谷佳苗
- X星人親衛隊[出典 71]：坂口拓
- 新轟天号乗組員[103]；竹嶋康成、一戸奈未、竹内康博、大場一史、七海智哉、マシューまさるバロン
- X星人親衛隊[103]：金澤大朗、松原慎太郎
- 初代轟天号艦長[出典 72]（旧轟天号艦長[124]）：中尾彬
- 初代轟天号副艦長[出典 72]：上田耕一
- 国連事務総長秘書官[出典 73]：橋爪淳
- 李翔大佐[出典 74]：高杉亘
- エクレール副艦長[出典 65]：榊英雄
- テレビレポーター[120][127]：羽鳥慎一（日本テレビアナウンサー）
- X（小橋賢児）[出典 75][注釈 17]：小橋賢児
- テレビ討論会パネラー[出典 76][注釈 18]：マイケル富岡
- テレビ討論会パネラー[出典 77][注釈 19]：大槻義彦
- テレビ討論会パネラー[出典 78][注釈 20]：韮澤潤一郎
- テレビ討論会パネラー[出典 79][注釈 21]：篠原ともえ
- テレビ討論会パネラー[出典 80][注釈 22]：角田信朗
- テレビ討論会パネラー[出典 81][注釈 23]：木村大作
- テレビ討論会パネラー[出典 82][注釈 24]：松尾貴史
- 神父姿の男[出典 83]（神父らしき男[135]）：佐野史郎
- 東京の恋人たち[出典 84]：谷原章介
- 東京の恋人たち[出典 85]：さとう珠緒
- グレン[出典 86]：Ray Sefo
- ニック[出典 87]：Gary Goodridge
- 懲罰房棟の警備兵[出典 88]：田中要次[注釈 25]
- ナレーション[出典 89]：山寺宏一
- 警官[143]（ニューヨークの警官[120]）：ミック・プレストン
- ギャングスター[143]（ニューヨークの黒人ギャング[120]）：ダレン・シュネーズ
- リッチー[103]：マイケル・クローカー
- ジョニー[103]：ブラッド・マクマレイ
- ニューヨーク・ホームレス[103]：マイケル・アンソニー・テイラー
- 太った男[120]：Joe Fenech
- バンクーバーの子供[120]：Jordan Fleming
- コスプレカップル[120]：橋爪遼、宮澤亜理沙
- 兵士[143]（作戦指令室の兵士[120]）：尾崎右宗、浅山裕志、重村佳伸、越康広、河田義市、林京介、マーク・大喜多、山岡由実、阿久根裕子、霧島れいか、及川仲、内藤浩次、Cynthia Cheston、Samuel Pop、Jack Woodyard、Victor Casale、Anna Vrabcova、Haruka Orth
- 兵士[143]（作戦指令室の兵士[120]、地球防衛軍作戦本部員[144]）：野口雅弘
- 兵士[143]（作戦指令室の兵士[120]、地球防衛軍隊員[145]）：大久保運
- X星人[103]：上野裕馬、増島愛浩、木下政信、有吉崇匡、細野太郎、石田聖人、脇崎智史、田中智広、石川治雄、山本忠
- X星人[出典 90]：上地雄輔
- 火龍乗組員[103]：地曳豪、稲山玄、岩崎杏里、乃和、鈴木雄一郎、大橋寛展、原田光規、安西秀之、外川貴博、堂本大幾、Kerry Duke、Mike Hahn
- エクレール乗組員[120]：Enoma Francis Osa、川畑祐人、神原英樹
- 叫ぶ女[120]：岡由希子
- 整備士[120]：江見啓志
- 醍醐事務総長のSP[120]：宇賀神明広、本宮憲二
- 国連の警備員[120]：保科光志、松島圭二朗
- 国連事務総長秘書官[120]：石丸ひろし
- 国連事務総長専用機のSP[120]：水島弦、河西祐樹
- 会社員[120]：隅野貞二、松井一憲、八幡朋昭
- OL[120]：谷村実紀、原田絵梨子、松井茜、富永アキ
- 小室少佐[出典 91]：國村隼
- 醍醐直太郎[出典 92]：宝田明
- DJ[12][148]：北村龍平（ノンクレジット）

### スーツアクター
- モンスターX[出典 93]、カイザーギドラ[出典 93]、キングシーサー[出典 93]：中川素州（JAE）
- ガイガン[出典 94]、ヘドラ[出典 94]：吉田和宏
- アンギラス[出典 95]、エビラ[出典 95]、カイザーギドラ[出典 95]：小倉敏博（JAE）
- ミニラ[出典 96]、ラドン[出典 96]：神尾直子（JAE）

### 日本語吹替版
- ダグラス・ゴードン：玄田哲章[153]
- ギャングスター：増本庄一郎
- 警官：松岡大介[154]
- 酔っぱらい/太った男：小関一
- ニック：三宅健太[155]
- グレン：仮屋昌伸[156]
- カナダの子供：冨永みーな[157]

## スタッフ
参照：
- 監督 - 北村龍平
- 製作 - 富山省吾
- プロデューサー - 山中和成
- 脚本 - 三村渉、桐山勲
- 本編
  - 撮影 - 古谷巧
  - 美術 - 瀬下幸治
  - 録音 - 斉藤禎一
  - 照明 - 高坂俊秀
  - 編集 - 掛須秀一（JAY FILM）
  - キャスティング - 城戸史朗
  - アクションコーディネーター - 竹田道弘
  - カースタントコーディネーター - 雨宮正信
  - 助監督 - 斉藤博士
  - 製作担当者 - 金澤清美
  - タイトルデザイン - Kyle Cooper
  - 音楽 - Keith Emerson
  - 音楽共同プロデュース - Keith Emerson、Will Alexander
  - 音楽 - 森野宣彦、矢野大介
  - 挿入曲 - 「WE'RE ALL TO BLAME」 Sum 41 （ユニバーサル ミュージック）
  - ゴジラ・メインテーマ - 伊福部昭
  - 音楽プロデューサー - 北原京子
  - サウンドエフェクト・デザイン - 佐々木英世（東洋音響）
  - 装飾 - 秋田谷宣博
  - スクリプター - 飯塚美穂
  - アソシエイトプロデューサー - 鈴木律子
- 海外・国内別班
  - 演出 - 高津隆一
  - 撮影 - 清久素延
  - 照明 - 横道将昭
  - 助監督 - 村上秀晃
  - 製作担当者 - 川田尚広
  - Bキャメラ - 伊藤潔
  - 監督助手 - 會田望、佐藤太、小林大策
  - 撮影助手 - 早坂伸、真船毅士
  - ビデオエンジニア - さとうまなぶ
  - 製作主任 - 小森日出海
- 特撮
  - 特殊技術 - 浅田英一
  - 撮影 - 大川藤雄
  - 特美 - 三池敏夫
  - 照明 - 川辺隆之
  - 造形 - 若狭新一
  - 特効 - 久米攻
  - 操演 - 鳴海聡
  - ゴジラ / スーツアクションアドバイザー - 喜多川務
  - 助監督 - 石井良和
  - 製作担当者 - 大浦俊将
  - スクリプター - 牧野千恵子
- デザイン
  - 轟天号・地球防衛軍デザイン - 新川洋司
  - モンスターXデザイン - 寺田克也
  - 絵コンテ・怪獣デザイン - 西川伸司
  - ガイガン・X星人デザイン - 韮沢靖
  - イメージボード - 有働武史
  - 轟天号3Dモデリング - 小林良昭
  - UFO・CGデザイン - 城前龍治
  - イメージ絵コンテ - 小坂正人、武田晃、渡辺伊織、小原智和、奥哲也
- 視覚効果
  - スーパーバイザー - 泉谷修
  - プロダクション・スーパーバイザー - 荒木史生、今井元、松岡勇二、道木伸隆、進威志、増尾隆幸、高山滋史、照井一宏、橋本満明
  - コンピュータグラフィックス - 千葉英樹、高田智洋、廣田隼也、根本輝久、近藤望、武隈樹成、諸星勲、吉岡亜矢子、井上一郎、小水流正勝、永井毅、芦田洋一、岩崎美子、吉野和則、滝澤栄、鴫原和宏、山之内容子、青沼雅人、佐藤大、田中幹美、山本幸太郎、神山千佳、有村隆広、藤原淳雄、岡本晃、奥野良一、大西宗、尾関昭宏、川戸麻紀、岩田邦央、永野やよい、三村裕子、増田俊浩、今津武志、保科功、田村トモ子、栢原竜太、宮野覚史
  - デジタル・エフェクト - 鹿角剛、笹倉秀信、菅原万理子、田口清隆、國米修市、河島幸穂、阿部健太、斉藤幸一、加藤律昭、高松玲子、中村淳、渡部彩子、三階直史、前田嘉孝、林剛志、大荻真司、渡邊友徳、吉田隆宏、吉田義道、塚本真一、長谷川義政、金山泰光、加藤恵美、松下清、上村多恵子、栗原純
  - エフェクトアニメーション - 吉澤一久、金井圭一、小柴浩、矢ヶ崎綾子、鴫原譲、西山明宏、松崎泰三、飯塚定雄、吉岡直生、柳原嘉宣、上田茂、豊直康
  - マットアート - 有働武史、井出広法、上遠野恵介、東城直枝、辻野南
  - キーアニメーション - 鈴木勤、竹内進二、土器手司、戸部敦夫、森悦史
  - タイトル - 大槻彩乃
  - インフェルノ - 山本剛史、細田昌史、梶晃生、萩島秀明、西田裕、坂巻亜樹夫、梶田倫幸、山本智也
  - デジタルI・O - 増田悦史、飯田和希
  - HDテレシネ - 山下純、小森勇人
  - オプチカル・エフェクト - 五十嵐敬二、佐々木篤志、吉村好雄、松浦正春
  - プロダクションマネージャー - 岸本義幸、斎藤大輔、木嶋美雪、小形尚弘、松尾康徳、林咲子、藤中修一、関根有明
  - CGIディレクター - 阿部雄一、近藤信宏、野口光一、スズキケンスケ、島崎章
  - CGIプロデューサー - 平興史、野澤一弥、桑田秀行、川島洋樹、氷見武士、田中将史
  - プロダクション・プロデューサー - 篠田学、石井敦雄、小野寺浩
  - プロデュース - 小川利弘
- 特別協賛 - HONDA
- 特別協力 - 電通、エンタテインメント事業局
- 製作協力 - 中国電影集団公司、中国電影合作制片公司、中影集団連合影視有限公司
- 撮影協力 - 東映東京撮影所、日活
- プロダクション協力 - 東宝映像美術、東宝スタジオ、東京現像所、東宝国際
- 東宝映画作品

## 制作
ゴジラ生誕50周年作品を作るに際し、2003年の早い時期から著名な小説家、漫画家なども招いて3本ほどの具体的な企画が作られたが、本当に新しいゴジラ映画、誰も知らないゴジラ映画は今現在の技術では作れないという結論に達し、その結果として、今現在で確保できる限りの最高の条件を揃え、シリーズ集大成となる最高の「ゴジラ映画」を作り上げてゴジラシリーズを締めくくることとなった。
製作の富山省吾は、本作品のテーマを「ゴジラ愛」「怪獣愛」というものになるだろうという旨の発言をしている。富山は、自身が子供時代に観た東宝特撮映画の楽しさを詰め込もうと考え、『キングコング対ゴジラ』や『怪獣大戦争』などのイメージを取り入れている。
富山は、未来永劫ゴジラを作らないということではなく「現状の路線（ミレニアムシリーズ）はこれで最後」という趣旨の発言をしており、新しい時代のクリエイターによる復活を望んでいることを語っていた。

### セッティング
最終作と銘打った本作品を製作するに際し、富山は本作品を「これ以上の『ゴジラ』は作れない」という作品にするため、「アメリカ映画に何のコンプレックスもない新しい世代のクリエイター」として怪獣映画は初となる北村龍平に監督を依頼した。そのほか、寺田克也、韮沢靖、新川洋司、キース・エマーソン、カイル・クーパーなどの新メンバーが加わり、製作費20億円、製作日数100日、史上初の4班（本編班、特撮A班、特撮B班、海外班）体制での撮影など、当時の歴代ゴジラ映画史上最大の規模で制作された。富山は、北村について「不可能を可能にするチャレンジ精神で映画を作っている人」と評しており、本作品は北村の執念により不可能と思えることも実現したとしている。特殊技術は、前作に引き続き浅田英一が務めた。
北村は、直近のゴジラ作品について保守的すぎると評しており、それを破壊し、観客が観たいと思う強くてかっこいいゴジラをシンプルに描くことを目指した。
怪獣・メカ・衣装のデザインには、新川、寺田、韮沢などイラスト・ゲーム・立体造形の世界で活躍するトップ・クリエイターが担当した他、『ゴジラvsビオランテ』以来東宝特撮でシリーズでデザインワークスを担当する西川伸司がラドンやアンギラスなどの怪獣デザインを担当した。西川によれば、当初は参加予定ではなかったといい、時間や物量、造形側とのすり合わせの都合などから要請であったという。特撮絵コンテも西川が手掛けており、当初は北村側によるイメージコンテが用意されていたが、撮影には不向きであったため西川が描き直すこととなった。エビラ戦のみ人物が絡むため、アクションコーディネーターの竹田道弘がコンテを担当した。
音楽は『幻魔大戦』などを担当したキース・エマーソンに監督の北村自らがオファーした。メイン・タイトルのバック映像は『スパイダーマン』や『ミッション:インポッシブル』などで知られるカイル・クーパーが担当。

### キャスティング
主演の松岡昌宏は、富山省吾が松岡の出演した舞台『スサノオ〜神の剣の物語〜』を観て役者としての華やアクションを評価し、いずれアクション映画をやりたいと考えていたことから起用された。
ヒロインの菊川怜は、北村からの要望により起用された。
ダグラス・ゴードン役には、格闘家のドン・フライを起用。当初、千葉真一やマーク・コールマン、クリストファー・ランバートやジャン・レノも候補であったという。
尾崎杏奈役の水野真紀は、東宝シンデレラ出身者で自身だけがゴジラ映画に出演していなかったことから、前年の年末パーティで富山に冗談半分でそのことを問いただしたところ、本作品のオファーが来たという。
昭和東宝特撮の常連であった宝田明、水野久美、佐原健二らは富山からの要望であったといい、脚本時点で当て書きしていた。
『ゴジラ2000 ミレニアム』『ゴジラ・モスラ・キングギドラ 大怪獣総攻撃』に出演した佐野史郎は、ゴジラシリーズへの思い入れが強いことから過去に物語に関わらない役での出演を断ったこともあったが、本作品へはワンシーンだが第1作『ゴジラ』の主演でもあった宝田に斬りかかるという重要な役どころであるとの考えからオファーを受けたと述べている。

### 脚本
脚本は三村渉と桐山勲の連名となっている。
三村は、2003年4月に富山からゴジラ50周年作品のプロットをもとにストーリーを起こして欲しいとの依頼を受けた。この時点での富山によるプロットでは、世界各地に出現する怪獣やX星人による地球侵略など、本作品の骨子ができあがっていたという。同年夏に三村による脚本が完成し、轟天号の登場などが盛り込まれた。
同年10月に北村が参加し脚本の練り直しが行われたが、三村は北村の要望にうまく応えられなかったといい、すり合わせのため北村作品を多く手掛ける桐山が参加する運びとなった。三村は、桐山が参加してからは彼に一任したといい、完成した脚本についてはうまく北村のテイストにまとめてくれて非常に満足していると語っている。桐山は、脚本の構成は三村によるものからほとんど変えなかったといい、自身は北村らしい燃える要素やエンタテイメント要素を加えたと述べている。
桐山は、人間側のバトルが多くなってしまうためミュータントの設定をなくすことも提案したが、富山をはじめとする東宝上層部の要望によりそのまま残すこととなった。バイクアクションのシーンは、スタント側からの要望により盛り込まれた。
『ゴジラ×モスラ×メカゴジラ 東京SOS』でプロデューサーを務めた山中和成と脚本家の横谷昌宏により、本作品の次のゴジラ映画のプロットも提出されていた。未制作に終わったそのプロットの内容は、横谷によれば「ゴジラしか出てこない、原点に帰ったゴジラ対人間の物語」というものであったという。

### 撮影
映像面では、場面ごとにカラートーンを変更しており、観客に場面転換を明確にさせる色彩設計となっている。
本作品では、怪獣が世界中に出現するという設定から、上海やニューヨーク、シドニーやパリなどで本格的な海外ロケが敢行された。クランクインは、2004年5月28日のシドニーロケであった。シドニーでは怪獣出現に驚く人々のシーンを現地の俳優を使って撮影し、上海では世界最大の上海オープンセットを使って撮影するなど、いずれも大勢の現地エキストラが出演し、単に街並みを撮影するだけでなく、パニックに陥る群衆のモブシーンを、実感のあるものにしている。輸出することを前提に作られた「中国版」では、上海タワーの破壊シーンが劇中にあったが、中国側の否定的な反応があるということを想定して、該当シーンがカットされたものが作成されたが、活用された記録は残っていない。
ミニチュアも、特撮美術の三池敏夫などの特撮班が海外ロケに参加し、実際に現地を見ることでリアリティを高めていき、ニューヨークの高層ビル群やシドニーのオペラハウスなども精緻に再現され、写真資料だけでは得られない、実体感を与えている。特殊技術の浅田英一は、南極や東京の廃墟のセットは殺風景なため、ミニチュアセットとしては上海が一番の見せ場であったと語っている。
本編班は、6月4日にクランクイン、9月15日にクランクアップした。特撮班は、6月8日にクランクイン、9月10日にクランクアップした。
特撮班では、撮影スケジュールの都合からクランクイン前より別班（B班）が組まれた。B班で操演助手を務めた白石雅彦は、過去の作品でも撮影中に別班が組まれることは多かったが、当初から並行していたのは『海底軍艦』（1963年）以来と推測している。B班には、VSシリーズに参加していたスタッフが多く揃っていた。
カマキラスが出現する真鶴の岩大橋は、オープンセットに石膏製のミニチュアが組まれた。キングシーサーが出現する沖縄のセットは、エビラが出現するコンビナートのセットを飾り替えている。
長年ゴジラ映画の海上・ラストシーンなどに使われてきた東宝大プールは老朽化によって、本作品の撮影をもって取り壊しが決定し、エンドロールのゴジラとミニラが海に帰っていく場面を最後に幕を下ろした。本作品が東宝大プールでの撮影が行われた最後の映画作品となった。
東宝内だけでは場所を賄えなくなったため、UFO内部は東映で、インファント島は日活で撮影された。三池によれば、最大で6箇所同時に作業していたこともあったといい、近年稀に見る多忙さであったと語っている。

### アクション
本作品では、監督の北村の意向により特撮ではCGをあまり使用せずにこれまで培った特撮技術を用いて新しい見せ方を行うことを志向しており、怪獣同士によるスピーディな肉弾戦を行っている。浅田は、CGを否定しているのではなく、アナログとデジタルがそれぞれより効果を出せる表現に集約していくべきであると語っている。サッカー風の戦いなど、擬人的な表現が取り入れているのも特徴である。
神戸と横浜では封鎖可能な公道で、本作品用に開発されたアクション用機材や大型クレーンを投入してバイクアクションが行われた。また、福島県いわき市の旧住友大阪セメント工場では、ミュータント部隊とエビラの白兵戦を、大量の火薬を使用して撮影され、尾崎役の松岡昌宏と風間役のケイン・コスギは吹き替えではなく、自らが担当している。
怪獣のバトルでは、北村が「バーリトゥード」というコンセプトを出し、スピーディーで激しい動きの肉弾戦が描かれた。監督の北村は準備段階の初期からイメージ絵コンテを提示し、それを基に行われたのがスーツの見直しである。動きやすくするためにスーツを軽量化し、なおかつスーツアクターと密着させて、そのまま俳優の動きを反映させている。脚や脇の可動部分を大きく取ることで、より大きな動作が可能となり、脚が上がったり、怪獣同士がマウント・ポジションを取ることや殴り合うことも可能となっている。

### 興行・評価
興行収入は12億6,000万円という結果となり、観客動員数も歴代ゴジラ28作品中ワースト3位の100万人にとどまり、目標としていた「シリーズ観客動員数1億人」を達成することはできなかった。
2004年の文春きいちご賞第6位を記録した。
本作品ののち、ゴジラシリーズは『GODZILLA ゴジラ』（2014年）まで10年、日本国内作品としては『シン・ゴジラ』（2016年）まで12年の最長休止期間へ入った。

### テレビ放送
2005年12月30日には、ゴジラを除く登場怪獣の初登場時に地名テロップと体裁を揃えた個体名テロップが追加された特別編集版『怪獣キング決定戦! 地上最強シネマスペシャル』としてテレビ東京系で地上波初放映された。
2016年8月3日には『シン・ゴジラ』の上映に関連し、『午後のロードショー』（テレビ東京）の「日米ゴジラ対決！」のファイナルとして放送された。
2019年5月12日には『ゴジラ キング・オブ・モンスターズ』の上映に関連し、『日曜ロードSHOW』（BS日テレ）にてBS初放送された。

### 日本国外
本作品の公開直前、ゴジラは日本のキャラクターとして初めてハリウッドの「ウォーク・オブ・フェイム」に殿堂入りを果たした。
毎年恒例となっていた東京国際映画祭で特別招待作品としての上映はなかったものの、現地時間2004年11月29日の夜、ハリウッドのグローマンズ・チャイニーズ・シアターにおいてシリーズ初となるワールドプレミアが敢行された。これは、チャイニーズ・シアターでの日本映画初のワールドプレミアでもあった。
また、国外興行については以下の通り。
- 劇場公開
  - 台湾：2005年6月
  - 欧州・仏語圏：2005年8月
  - 欧州・独語圏：2006年5月
- DVD発売
  - 中国、インドネシア：2005年6月
  - 米国：2005年12月
  - オーストラリア：2006年3月

## 映像ソフト
- VHSは、2005年12月23日に発売[25]。
- DVD
  - 2005年4月22日発売の「GODZILLA FINAL BOX」に専用のデジパックが単品販売に先行して同梱（映像ソフト自体は付属無し）。
  - 作品単品では2種類が2005年7月29日に同時発売[181][25][注釈 29]。オーディオコメンタリーは北村龍平と浅田英一[181]。
    - スタンダード・エディション（DVD1枚組）
    - スペシャル・エディション（DVD3枚組）

  - 2014年5月14日には「ゴジラ60周年記念版」として期間限定の廉価版が発売[112]。
  - 2016年6月15日、東宝DVD名作セレクション版発売[183]。
- Blu-ray Discは2009年9月18日発売[184]。
  - 2014年6月18日には廉価版が発売[130]。

## その他
- 劇中では佐藤勝の過去の作品の曲も使用されているが、エンドクレジットに名前は載っていない。
- 本作品のCDサウンドトラックにはキース・エマーソンがアレンジした「ゴジラのテーマ」「怪獣大戦争マーチ」（後半がL作戦マーチ）が収録されている。
- 映画冒頭の東宝スコープのオープニングロゴは『キングコング対ゴジラ』の物を使用している[12][20]。
- ゴジラ単体のイラストポスターは酒井ゆうじの雛形がモデルとなった。また、登場人物をコラージュする構図のポスターは本作品が初めてとなっている[12]。
- 当初登場怪獣にはメカゴジラ、キングギドラ（モンスターXがカイザーギドラに変身するのではなく、キングギドラそのもの）、ゴロザウルスが含まれていた。
- 後に放送された『幻星神ジャスティライザー』では、本作品で使用されたミニチュアが多数使用された[185]。
- 本作品では現場取材が制限されていたため、公開時に発売された関連書籍は例年よりも少なかった[25]。
- 本作品にはとある少年が亀の玩具を罵倒しながら暖炉に投げ入れるシーンが存在しており、これはガメラ[186]とポケットモンスターを意識した描写であると推測される場合がある[187]。富山省吾も本作品に関するインタビューにて、当時のゴジラシリーズの最大のライバルがポケットモンスターであり、本作品がポケットモンスターから子供たちの関心を取り戻すことを願うとコメントしている[188]。